# Lid
Lid (starogrško starogrško Λυδός, Lidós) je legendarna oseba iz 2. tisočletja pr. n. št. Po Herodotu je bil eden od prvih kraljev Lidije, ki se je takrat imenovala Meonija. Bil je sin kralja Atisa in vnuk kralja Manesa. Za Lida velja, da se je Meonija po njem preimenovala v Lidijo.

## Sklic
1. ↑  Herodotus & de Sélincourt 1954, str. 43.

## Vir
- Herodotus (1975) [1954]. Burn, A. R.; de Sélincourt, Aubrey, ur. The Histories. London: Penguin Books. ISBN 0-14-051260-8.

| Lid              |                                        |                   |
| Vladarski nazivi |                                        |                   |
| Predhodnik: Atis | Kralj Meonije 2. tisočletje pr. n. št. | Naslednik: Jardan |